# Гарсія II (герцог Гасконі)
Гарсія II Горбань (баск.: Gartzia Antso, гаск.: Gassia Sans; д/н — бл. 920) — герцог Гасконі в 893—920 роках. Мав також прізвисько Зігнутий (фр. le Courbé).

## Життєпис
Походив з династії Гатонідів (Гасконського дому). Син Санша III, герцога Гасконі. Про дату народження замало відомостей, можливо, 850 року. Після смерті батька у 893 році успадкував владу в Гасконі.
Поставив собі за мету відновити фактичну владу над залежними графствами, скориставшись боротьбою за владу в середині Західнофранкського королівства. Спочатку підкорив графство Аженуа. Близько 900 року заснував монастир Сен-П'єр в Кондомі. Поступово відновив владу в Гасконі, став також іменуватися графом маркізом, а з 905 року — домінусом, цей титул тоді зазвичай мали тільки королі. Згодом удалося встановити зверхність над графствами Бордо і Бігорр.

## Родина
Дружина — Амуна Ангулемська.
Діти:
- Санш (д/н — бл. 950), герцог Гасконі
- Вільгельм (д/н— 965), 1-й граф де Фезансак
- Арно Ноннат (д/н—960), 1-й граф д'Астарак
- Асібелла (д/н—905), дружина Галіндо II Аснарес, граф Арагону
- Герсенда (д/н — після 972), дружина Раймунда III Понса, графа Тулузи
- Тота, черниця